# (18704) Brychristian
(18704) Brychristian (1998 HF87) – planetoida z grupy pasa głównego asteroid okrążająca Słońce w ciągu 5,36 lat w średniej odległości 3,06 j.a. Odkryta 21 kwietnia 1998 roku.